# Гулордава Леван Гагалійович
Леван Гагалійович Гулордава (16 травня 1988, Зугдіді, Грузинська РСР, СРСР) — український футболіст грузинського походження, півзахисник.

## Біографія
Народився 16 травня 1988 року в місті Зугдіді. У дитинстві його родина переїхала в Україну у зв'язку з війною в Абхазії.
Футболом почав займатися у футбольній школі «Дніпро-75» (Дніпропетровськ). У 2004 році перейшов у ДЮСШ «Динамо» (Київ), де займався нетривалий час. У 15-річному віці отримав запрошення до юнацької команди київського «Арсеналу» від тренера Юрія Гордієнка. У 2005 році включений в основний склад «Арсеналу». Дебютував у складі команди 21 вересня 2005 року в матчі Кубка України проти «Буковини» (1:0).
У 2007 році побував на перегляді в російському клубі «Крила Рад», але команду в той час очолив новий тренер, який не бачив гравця в складі. У підсумку підписав контракт з «Металістом». У Харкові грав за дублюючий склад, також побував в оренді в клубах «Байя Зугдіді» (Грузія) і «Десна» (Чернігів).
Улітку 2011 року проходив перегляд у «Кривбасі». У 2011 році підписав контракт з кіровоградською «Зіркою», за яку зіграв 6 матчів в чемпіонаті і 1 — в Кубку України, забив 2 голи. Згодом виступав за молодіжні склади «Олександрії» і «Арсеналу». У 2013 році повернувся в «Десну». Пізніше був гравцем грузинського клубу «Зугдіді». У січні 2016 року виступав у складі аматорської команди «Обухів» на Меморіалі Макарова.